# Taylorsville (North Carolina)
Taylorsville is een plaats (town) in de Amerikaanse staat North Carolina, en valt bestuurlijk gezien onder Alexander County.

## Demografie
Bij de volkstelling in 2000 werd het aantal inwoners vastgesteld op 1799.
In 2006 is het aantal inwoners door het United States Census Bureau geschat op 1822, een stijging van 23 (1,3%).

## Geografie
Volgens het United States Census Bureau beslaat de plaats een oppervlakte van
5,2 km², geheel bestaande uit land. Taylorsville ligt op ongeveer 342 m boven zeeniveau.

## Plaatsen in de nabije omgeving
De onderstaande figuur toont nabijgelegen plaatsen in een straal van 24 km rond Taylorsville.

## Geboren in Taylorsville (North Carolina)
- Rex White (1929-2025), autocoureur